# 北常三島町

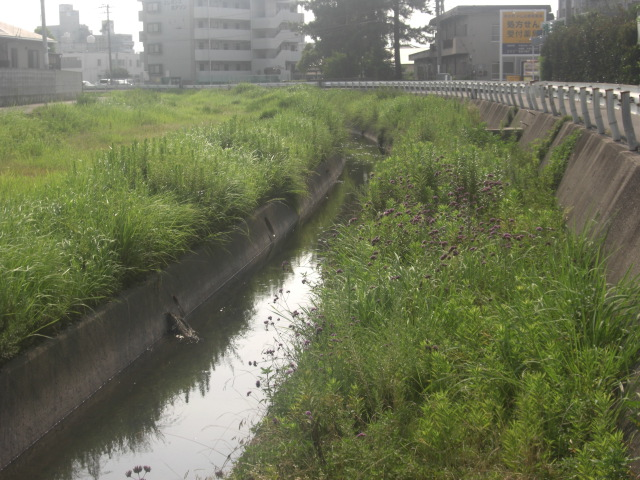
興源寺川

北常三島町（きたじょうさんじまちょう）は、徳島県徳島市の町名。2011年6月現在の人口は522人。現行行政地名は北常三島町一丁目から北常三島町三丁目。郵便番号は〒770-0812。

## 地理
徳島市の北東部、徳島駅の北東方、渭北地区の東縁部に位置する。西から一～三丁目が並ぶ。この丁番は、南の中常三島町・南常三島町の一～三丁目と東西の位置が揃っている。
川になかば囲まれた常三島の北部を占める。北縁を興源寺川が東進し、北東隅で南へ向きを変え大岡川と名を変え東縁を流れる。対岸は助任本町・東吉野町・住吉だが、橋で直接繋がっているのは東吉野町だけである。南は中常三島町と、西は助任橋と陸続きである。
一丁目の大半と二丁目の大半が徳島大学で、総合科学部（一丁目）・工学部（二丁目）や、学生会館・図書館・運動場（北常三島の総合運動場とは別）などがある。このため、学生アパートも多い。
西端近くを国道11号が南西から北東に走り、県道39号と繋がる十字路がある。北東は吉野川を越える吉野川大橋に、南西は徳島中心街に向かう。

### 河川
- 興源寺川
- 大岡川

## 歴史
常三島は、武市常三 (1593年没) が蜂須賀家政から賜り開いた武家町である。現在の北常三島南部を東西に走る通り（ドコモ南の脇道）は北ノ丁と呼ばれ、この通りの北側に並ぶ屋敷が常三島の町の北限だった。
明治大正期には興源寺川の支流が流れており、現市民病院から東に流れ、徳島大学総合運動場から北への流れに合流して興源寺川へ注いでいた。短くなりながらも少なくとも1941年ごろまであった。
明治期からは、常三島全体が常三島村、のちに常三島町だったが、1942年、南北に3分され、北部（西端部を除く）が北常三島町となった。

## 人口
2011年6月。徳島市の調査より。
|        | 世帯数 | 人口 |
| ------ | ------ | ---- |
| 一丁目 | 054    | 090  |
| 二丁目 | 139    | 236  |
| 三丁目 | 109    | 196  |
| 計     | 302    | 522  |

## 交通

### バス
徳島バス
- 北常三島

徳島市営バス
- 北常三島
- 市民病院前
- 市民病院玄関前

### 道路
- 国道11号（吉野川バイパス） - 1・2丁目。北常三島町交差点から南西～北東に伸び、北東は東吉野町、南西は助任橋・中常三島町境。
- 徳島県道39号徳島鳴門線 - 1丁目。北常三島町交差点から北西に延び、助任橋に入る。
- 都市計画道路常三島沖洲線 - 1・2丁目。県道38号の続きで、北常三島町交差点から南東に延び、中常三島町に入る。

### 橋
- 渭北橋 - 2丁目から興源寺川と支流を越え東吉野町へ。国道11号が通る。

## 施設
- ドコモ徳島ビル - 1丁目。
- 洋服の青山徳島常三島店 - 1丁目。
- 徳島市民病院 - 2丁目。
- 徳島市民病院前郵便局 - 2丁目。
- 常三島ポンプ場 - 3丁目。
- 徳島大学総合運動場 - 3丁目。
- 北常三島公園 - 3丁目。